# 주나
주나(朱那)는 압록강 유역에 존재했던 나라이다.

## 역사
지역집단 형태의 나라로서 74년에 고구려 태조대왕이 보낸 환나부패자 설유의 공격을 받고 고구려에 병합되었으며, 왕자 을음은 고구려에 붙잡히게 되었다.